# Amtsgericht Bad Wimpfen
Das Amtsgericht Bad Wimpfen (bis 1930 Amtsgericht Wimpfen) war ein von 1879 bis 1943 bestehendes hessisches Amtsgericht mit Sitz in der Stadt (Bad) Wimpfen.

## Gründung
Mit dem Gerichtsverfassungsgesetz von 1877 wurden Organisation und Bezeichnungen der Gerichte reichsweit vereinheitlicht. Zum 1. Oktober 1879 hob das Großherzogtum Hessen deshalb die Landgerichte auf, die bis dahin in den rechtsrheinischen Provinzen des Großherzogtums die Gerichte erster Instanz gewesen waren. Funktional ersetzt wurden sie durch Amtsgerichte. So ersetzte das Amtsgericht Wimpfen das Landgericht Wimpfen. „Landgerichte“ nannten sich nun die den Amtsgerichten direkt übergeordneten Obergerichte. Das Amtsgericht Wimpfen war dem Bezirk des Landgerichts Darmstadt zugeordnet.

## Bezirk
Der geringe Umfang des Gerichtsbezirks des Amtsgerichts Wimpfen erklärt sich einzig aus dessen isolierter Lage als Zusammenfassung einer Reihe kleiner hessischer Exklaven inmitten badischen und württembergischen Gebiets. Er umfasste bei der Gründung 1879:
- Hohenstadt,
- Kürnbach,
- Wimpfen,
- Wimpfen im Tal und
- eine Reihe kleinster Exklaven:
  - Finkenhof
  - Helmhof und
  - dessen Forstbezirk
  - Zimmerhöfer Feld

## Ende
Im Jahre 1943 wurde das Amtsgericht in Folge kriegsbedingter Sparmaßnahmen aufgehoben, dessen Zuständigkeit 1945 an das Landgericht Heilbronn überging.